# 乔鲁姆省
乔鲁姆省（土耳其語：Çorum ili）是位于土耳其北部的一个省，面积12,833km²，首府乔鲁姆。